# Faassia
Faassia is een uitgestorven geslacht van zee-egels uit de klasse van de Echinoidea (Zee-egels). Exemplaren van dit geslacht zijn slechts als fossiel bekend.